# Emma Calvé
Pour les articles homonymes, voir Calvé.
Répertoire
- Carmen de Georges Bizet
- La Navarraise de Massenet
- Sapho de Massenet
- L'amico Fritz de Mascagni

Rosa Noémie Emma Calvet, dite Emma Calvé, est une cantatrice française (soprano) née le 15 août 1858 à Decazeville (Aveyron) et morte le 6 janvier 1942 à Millau (Aveyron) ou à Montpellier.
Elle s'est notamment illustrée dans le rôle-titre de Carmen de Georges Bizet.

## Biographie

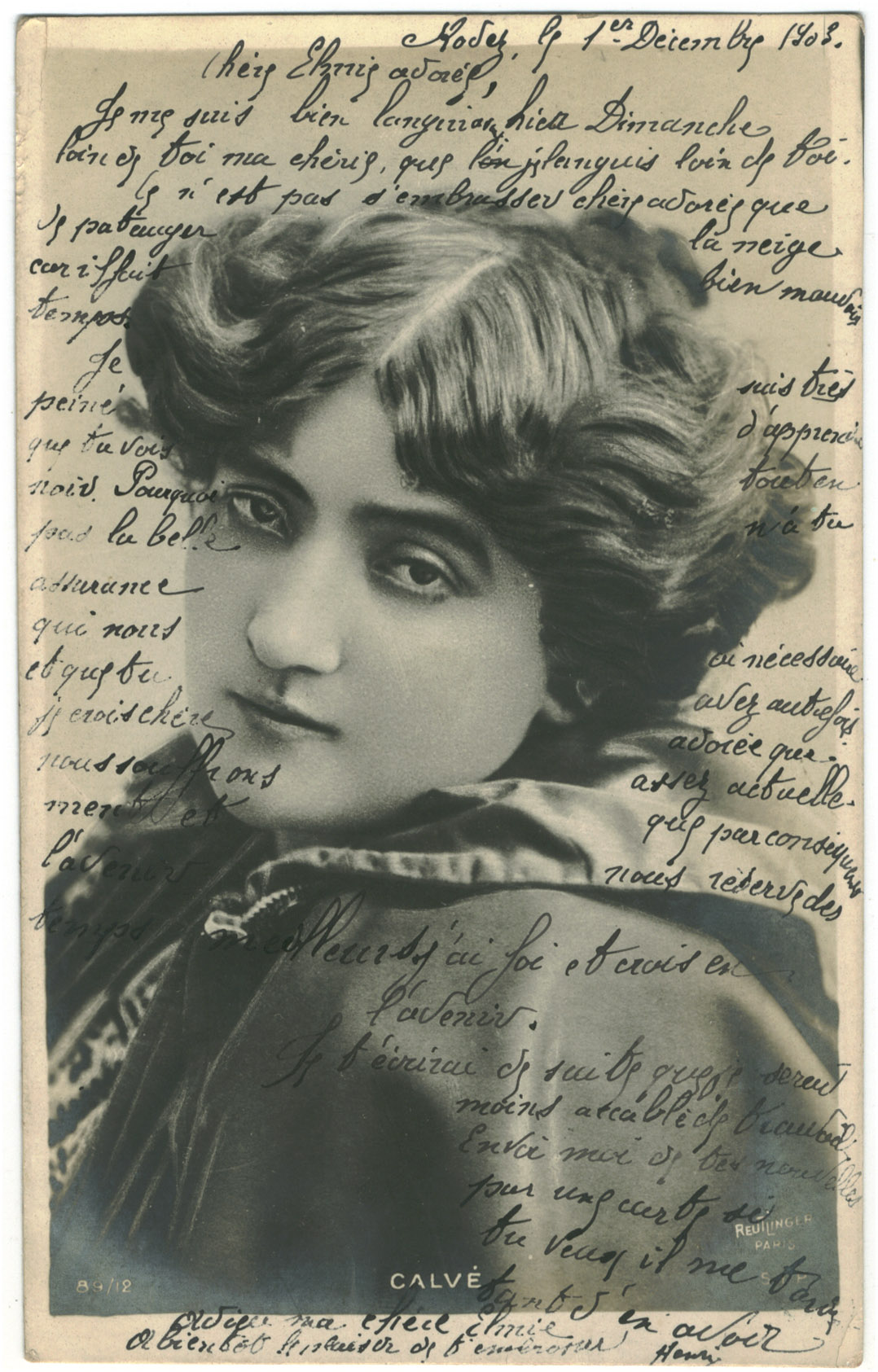
Emma Calvé vers 1885.

Née à Decazeville en 1858, fille de Justin Etienne Calvet (Saint-Rome-de-Cernon, Aveyron, 29 mars 1824 ), entrepreneur, et d'Adèle Léonie Astorg (Aubin, Aveyron, 08 décembre 1835), mariés à Decazeville le 16 juillet 1856, elle est la sœur d'Adolphe Charles Édouard Calvet (Ivrée, Piémont, Italie, 16 décembre 1868 – Bourg-la-Reine, le 05 février 1936) enseigne de vaisseau époux de Marguerite Antoinette Puech ; parents d'Elie Emmanuel Eugène Calvet (Aurillac, Cantal, 21 juillet 1904 – Paris 13e, le 02 juillet 1929), premier prix de comédie au Conservatoire. 
Emma Calvé est élevée sur le Causse du Larzac, elle vit quelques années en Espagne puis suit les cours de Mathilde Marchesi et de Rosine Laborde à Paris et les derniers cours de Jean-Baptiste Caylus à Bruxelles où elle débute à La Monnaie en 1882 dans le rôle de Marguerite de Faust. Dans sa formation, elle indique avoir été inspirée par le jeu d'actrice de Eleonora Duse qu'elle admire profondément.  

### Carrière
Au début des années 1880, elle passe trois ans dans la troupe de l'Opéra-Comique puis débute à La Scala de Milan en 1887.  
À partir de 1892, elle chante régulièrement au Royal Opera House de Londres et au Metropolitan Opera de New York. Elle crée le rôle de Suzel dans L'amico Fritz de Mascagni à Rome, le 31 octobre 1891. Le 29 mai 1899, elle chante Ophélie de Hamlet à l'Opéra de Paris, seule apparition sur cette scène parisienne. 
Sa large tessiture lui permet de passer des emplois de soprano lyrique à ceux de soprano dramatique. Massenet crée pour elle le rôle d'Anita dans La Navarraise et lui confie celui de Sapho dans l'opéra du même nom. Carmen, qu'elle chante plus de mille fois, suffit à établir sa célébrité, notamment aux États-Unis où elle se dit portée par le public. Elle entonne ainsi La Marseillaise à New York en 1916, devant 30 000 personnes.
Adulée dans le monde entier, Calvé vit « comme une reine ». Elle chante en Inde, au Japon, en Australie. Elle fréquente régulièrement le salon littéraire de Geneviève Halévy où elle rencontre Réjane, Lucien Guitry et le romancier Paul Bourget. On trouve même sa photographie dans les tablettes de chocolat Poulain. La reine Victoria lui demande de chanter Carmen à Windsor, la remercie en lui faisant don d'un chien et un buste en marbre que l'on peut toujours voir au château commémore cet évènement.
Elle crée une école de chant dans le château de Cabrières, près de Compeyre, qu'elle acquiert en 1894, et revend à un industriel gantier quelques années plus tard. En 1903, elle chante le rôle de Salomé dans Hérodiade de Massenet. En 1904, à l’occasion de la millième de Carmen, elle renonce à l’opéra, tout en continuant jusqu’en 1926 à donner des concerts dans le monde entier.
Elle fait partie des artistes dont les enregistrements ont été scellés pour la postérité en 1907 à l'opéra de Paris (Urnes de l'opéra).
Pendant la première guerre mondiale, elle mobilise sa popularité pour le patriotisme français, posant en photo en tenue d'infirmière ou sacrifiant son costume de Carmen pour la fabrication de poupées dans le cadre d'une loterie en faveur des soldats. Elle réalise une quête de 15 000 francs or dans un casque de poilu au Metropolitan Opera de New-York en janvier 1916 après avoir chanté la Marseillaise enveloppée dans un drapeau français.

### Adepte d'occultisme
Réputée pour sa personnalité dynamique, passionnée d'hindouisme et d'occultisme,, elle passe pour fréquenter le cabaret du Chat noir, à Paris, en compagnie d’Alfons Mucha, de Papus, qui, en 1893, la fait « Maître inconnu » de son ordre martiniste, en même temps que Camille Flammarion.
Elle vit une longue liaison tumultueuse avec l'écrivain Jules Bois ; en 1900, elle fait une croisière en Méditerranée en sa compagnie et celle du Swami Vivekananda.
La cantatrice aurait fréquenté le mystérieux abbé Bérenger Saunière, curé du village audois de Rennes-le-Château. Selon Gérard de Sède, le prêtre l'aurait rencontrée lors de son voyage à Paris pour faire décrypter les parchemins trouvés dans l'église Marie-Madeleine. Ils se seraient revus dans l'Aude. Néanmoins, aucune preuve formelle ne vient attester cette liaison.
On lui attribue aussi ainsi qu'à Jules Bois une participation active à la création de l'AMORC, sans qu'il y ait la moindre preuve. Elle est revenue au catholicisme à la fin de sa vie.

### Fin de vie
Elle séjourne à Peyreleau (Aveyron), dans la maison nommée Le Vieux Logis de 1935 à 1939.
En novembre 1941, Emma Calvé entre à la clinique du Dr Parès à Montpellier. Michel de Bry (journaliste à Radio Cité) l'enregistre le 4 janvier 1942, lisant une page de ses mémoires, celle où elle raconte qu'au bazar des Alliés, à New York, en juin 1916, 30 000 personnes vinrent l'entendre chanter La Marseillaise.
Elle meurt le 6 janvier 1942, âgée de 83 ans. Selon certaines sources, elle meurt à Millau,; d'autres situent son décès à Montpellier : « Minée par la maladie, elle s’éteignit dans une quasi solitude à Montpellier, dans la clinique du docteur Parès, avenue Gambetta, à quelques centaines de mètres de la somptueuse villa Harmonie, qu’elle avait habitée au temps de sa splendeur insouciante. On lui diagnostiqua un cancer du foie. Emma Calvé fut enterrée dans le cimetière de Millau. ».

### Hommages
- En 1931 elle est faite chevalier de la Légion d'honneur[15].

- La principauté de Monaco lui a rendu hommage en émettant un timbre-poste à son effigie, en 2017, car elle avait chanté à l'Opéra de Monte-Carlo. Le dessin est dû à Cyril de La Patellière et se trouve au musée de Millau.
- Une rue porte son nom dans sa ville natale de Decazeville.
- Une rue porte son nom dans la commune de La Bastide-Pradines
- Une place porte son nom à Millau, et une autre à Rodez, derrière le chevet de la cathédrale : Emma Calvé avait donné 20 000 francs à la ville de Rodez pour que cet emplacement soit laissé libre, afin de dégager la vue sur la cathédrale[16].

- Le passage Emma-Calvé lui rend hommage dans le 12e arrondissement de Paris.
- Un buste en marbre au Château de Windsor

## Discographie
La discrographie d'Emma Calvé comprend de nombreux airs séparés mais pas d'enregistrement intégral. 
- Great opera singers, The Complete Victor Recordings 1907-1916

## Filmographie
- 1934 Le Paquebot Tenacity - La mère de Bastien
- 1922 Fleur du mal - Madame Vervier
- 1918 La chambre de la bonne - Artiste

## Autobiographie
- Emma Calvé, Sous tous les ciels j'ai chanté : souvenirs, Paris, Plon, 1940, In-8°, V-299 p., pl., portraits, couv. ill. 33 fr. (BNF 31900375)

## Dans la culture populaire
La version fictive d'Emma Calvé joue un rôle important dans le film d'animation de Michel Ocelot Dilili à Paris, sorti en 2018.

### Bibliographie

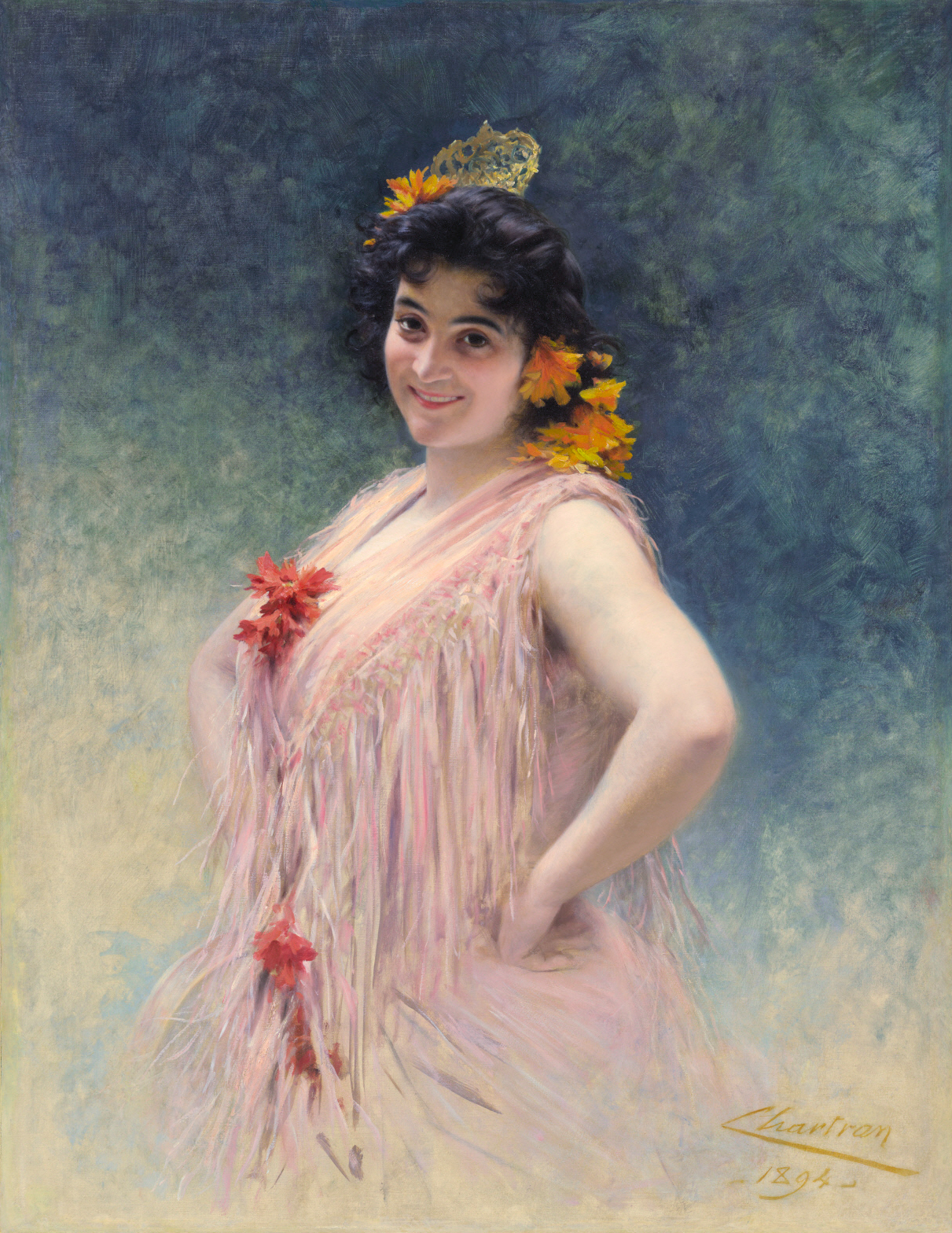
Emma Calvé (Théobald Chartran, 1894).